# Pedro Juan Gutiérrez
Pour les articles homonymes, voir Gutiérrez.
Pedro Juan Gutiérrez est un écrivain cubain né le 27 janvier 1950 à Matanzas.

## Biographie
Gutiérrez a exercé tous les métiers : marchand de glaces, coupeur de canne à sucre, dessinateur industriel, journaliste, peintre, sculpteur, etc. 
Défrayant la chronique, son premier livre, Trilogie sale de La Havane (Albin Michel, 2000), a remporté un succès international. Animal tropical a obtenu en Espagne le prix Alfonso Garcia-Ramos (en espagnol : Premio Alfonso García-Ramos).

## Analyse de son œuvre

### La Havane décadente
Gutiérrez décrit la Havane du point de vue d’un promeneur solitaire à la recherche de plaisirs sales ou interdits. Pour lui la Havane ne fourmille pas des beautés qu’on peut voir sur les cartes postales, mais elle est plutôt le lieu où s’entassent les pauvres gens dans une misère sordide. Il décrira par exemple un immeuble dans lequel il a vécu et où l’ensemble des locataires des différents appartements partagent deux ou trois toilettes sur le palier. La Havane est sans cesse ramenée à un endroit abîmé par la misère, la saleté, la prostitution légale ou illégale. Pour autant dans l’œuvre de Gutiérrez elle n’est pas uniquement déprimante, ou sale. Elle est le lieu où peut s’exercer une incroyable force de vie, tournée vers l’espoir d’un lendemain meilleur. C’est l’endroit de tous les possibles, de toutes les stratégies de survie, de toutes les rencontres, bonnes ou mauvaises, mais qui permettent de déjouer la morosité ambiante.

### Le Bukowski tropical et l'hyperréalisme obscène
Gutiérrez est souvent cité comme le Bukowski de Cuba, ou le Bukowski tropical. Les parentés avec Bukowski seraient tout d’abord le style d’écriture : simple, limpide. Gutiérrez explique que cela lui vient du journalisme, qu’il a pratiqué pendant trente ans, et aussi de la misère, qui nécessiterait pour en parler un style dépouillé à l’extrême, sans fard. Les thématiques abordées par Gutiérrez sont souvent similaires à l’univers de Bukowski : le sexe, la merde, la prostitution, l’alcool. Les deux auteurs partagent un goût immodérés pour ce quatuor. Cependant Gutiérrez ne pense pas que son œuvre  s’apparente à celle de Bukowski car ses personnages sont toujours tournés vers l’espoir, la rage de vivre (ou de survivre), contrairement à ceux de l’écrivain californien. Cependant, le chercheur italien Gino Tramontana (docteur en littérature hispano-américaine, musicien et romancier) a un avis complètement différent et soutient que la poétique de Pedro Juan Gutiérrez doit être considérée comme moins clairement superposable à celle de Charles Bukowski et totalement éloignée de la ce qu'on appelle le réalisme sale, estimant que la définition la plus adéquate est celle de l'hyperréalisme obscène. Cette théorie a été acceptée et diffusée à travers une thèse de doctorat pour l'Université Complutense de Madrid et a suscité l'intérêt de revues scientifiques internationales telles que CulturaLatinoamericana. En outre, pour étayer cette théorie, en 2017, une conférence intitulée ¿Realismo sucio o hiperrealismo obsceno? a eu lieu à la Faculté de Lettres de l'Université Complutense de Madrid. au cours de laquelle Gino Tramontana a interviewé Pedro Juan Gutiérrez, poursuivant la thèse selon laquelle l'auteur cubain est complètement éloigné du mouvement littéraire défini comme réalisme sale.

## Œuvres
- Trilogie sale de La Havane
- Animal tropical
- Le roi de La Havane

Autres titres : 
L’Homme-araignée insatiable, Viande à chien, La mélancolie des lions, Le nid du serpent, Notre GG dans La Havane, Moi et une vieille négresse voluptueuse (poésie), Lulú le dégagé (poésie)